# William Somerset Maugham
William Somerset Maugham (pronuncia /ˈmɔːm/) (Parigi, 25 gennaio 1874 – Saint-Jean-Cap-Ferrat, 16 dicembre 1965) è stato uno scrittore e commediografo britannico.
È ricordato per il pessimismo acre e freddo e l'ironia crudele e cinica con cui flagellava inesorabilmente i vizi e la follia degli uomini e soprattutto delle donne, in una visione del mondo piuttosto cupa, ma caratterizzata anche da senso d'umanità.

## Biografia

### Infanzia e istruzione
Il padre di Maugham era un avvocato inglese che si occupava delle questioni legali dell'ambasciata britannica a Parigi. Poiché secondo la legge francese tutti i bambini nati sul suolo francese potevano essere chiamati alla leva per il servizio militare, Robert Ormond Maugham fece in modo che William nascesse nell'ambasciata, tecnicamente sul suolo britannico, evitandogli la coscrizione in caso di guerre future della Francia. Anche suo nonno, un altro Robert, era stato un avvocato famoso e cofondatore della English Law Society, e si dava per scontato che William seguisse le loro orme. Il destino volle diversamente, ma il suo fratello maggiore, Viscount Maugham ebbe una carriera avvocatizia di successo e ricoprì la carica di Lord Cancelliere tra il 1938 e il 1939.

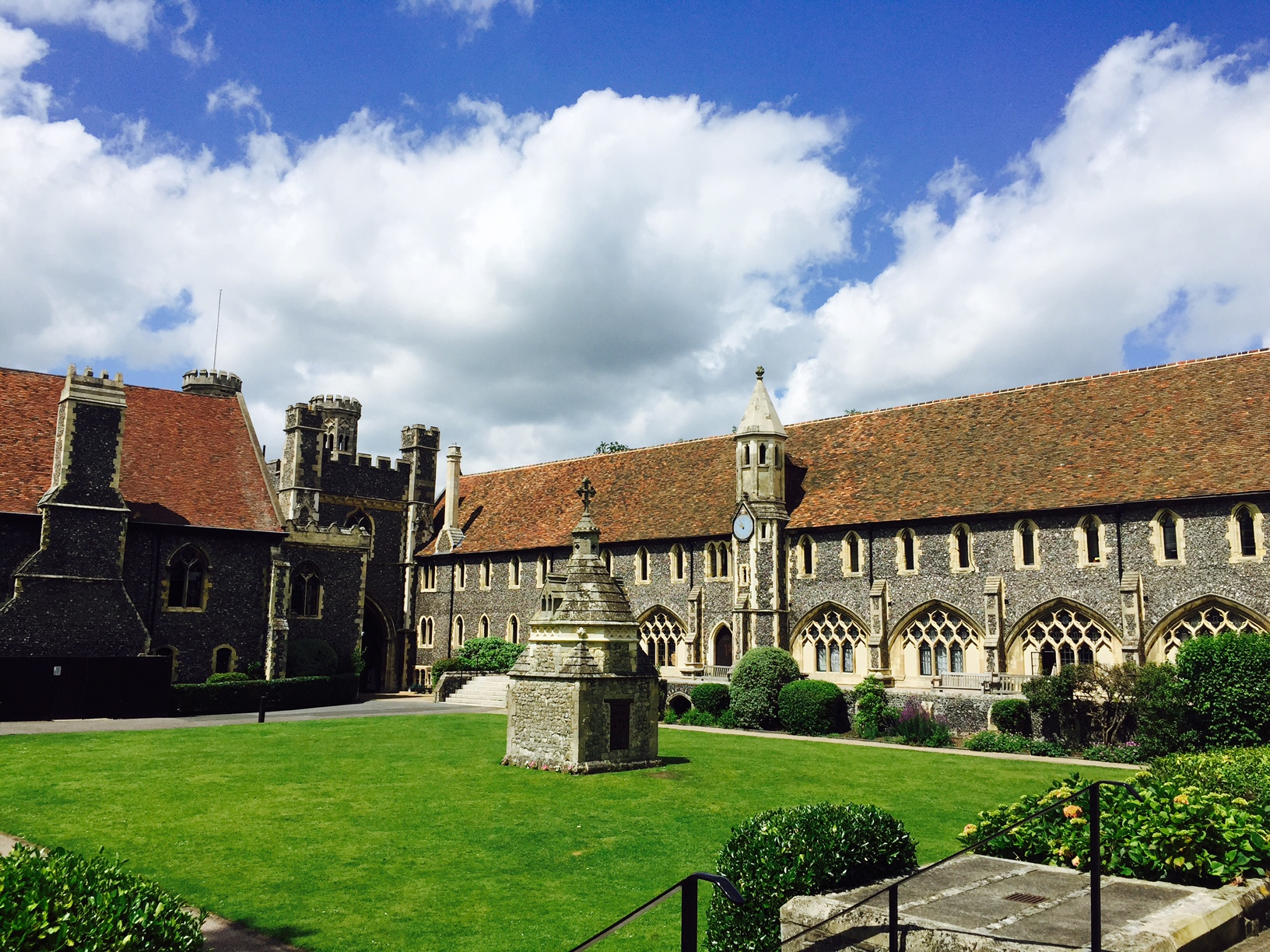
Ala della King's School, Canterbury

La madre di Maugham, Edith Mary (nata Snell) era malata di tubercolosi, una condizione per la quale i medici a quel tempo prescrivevano come rimedio il parto . Il risultato fu che Maugham aveva tre fratelli maggiori, che già frequentavano il collegio quando William aveva tre anni, tanto che l'ultimogenito fu allevato come un figlio unico. Il parto non fu una cura efficace per la tubercolosi e così Edith Mary Maugham morì all'età di 41 anni, sei giorni dopo aver dato alla luce un bambino morto. La morte della madre fu un trauma per William, che tenne la fotografia della madre vicino al suo letto fino alla sua morte, a 91 anni. Due anni dopo la morte di sua madre, suo padre morì di cancro. William fu rimandato in Inghilterra per essere cresciuto da suo zio, Henry MacDonald Maugham, il Vicario di Whitstable, nel Kent. Il trasferimento fu catastrofico. Henry Maugham si rivelò freddo ed emotivamente crudele. La King's School, Canterbury, dove William trascorreva l'anno scolastico, fu un vero inferno, dove lo prendevano in giro per via del suo cattivo inglese (la sua prima lingua era il francese) e per la statura bassa, che aveva ereditato dal padre. È in questo periodo che Maugham cominciò a balbettare, un disturbo che lo avrebbe accompagnato per tutta la vita, anche se si manifestava in modo sporadico, a seconda dello stato d'animo e delle circostanze.
La vita nella casa del vicario era noiosa e le emozioni erano represse. A Maugham non era permesso perdere la calma o mostrare le proprie emozioni in alcun modo. Era un bambino tranquillo, riservato ma molto curioso e il suo rifiuto delle emozioni altrui era tanto rigido quanto il rifiuto delle proprie.
Maugham era infelice sia in casa del vicario sia a scuola. Per questo sviluppò una grande abilità nel fare osservazioni pungenti alle persone che non gli piacevano. Questa abilità si riflette a volte nei personaggi che popolano i suoi scritti. A sedici anni Maugham rifiutò di continuare a studiare al King's School e suo zio gli permise di andare in Germania, dove studiò letteratura, filosofia e tedesco all'Università di Heidelberg. L'anno che trascorse a Heidelberg incontrò John Ellingham Brooks, un inglese più vecchio di lui di dieci anni e con il quale ebbe le prime esperienze sessuali. Tornato in Inghilterra, suo zio gli trovò un posto in un ufficio di contabilità, ma dopo un mese se ne tornò a Whitstable, al che suo zio si mise a cercargli un altro lavoro. Sia il padre che i tre fratelli maggiori erano tutti noti avvocati, ma Maugham chiese di non dover seguire le loro orme.
La carriera ecclesiastica fu scartata perché un ministro balbuziente avrebbe messo in ridicolo la famiglia. Parimenti fu scartato il Civil Service, non in considerazione dei desideri di Maugham, ma perché la normativa richiedeva che i suoi funzionari superassero un esame, per cui lo zio ritenne che non fosse più una carriera per gentiluomini. Il medico locale suggerì la professione medica e con riluttanza lo zio di Maugham approvò. Maugham scriveva sin da quando aveva 20 anni e intendeva seriamente diventare scrittore, ma poiché non era maggiorenne, non poteva dirlo al suo tutore. Per questo trascorse i cinque anni seguenti studiando medicina al King's College di Londra.

### Produzione artistica

#### Opere giovanili

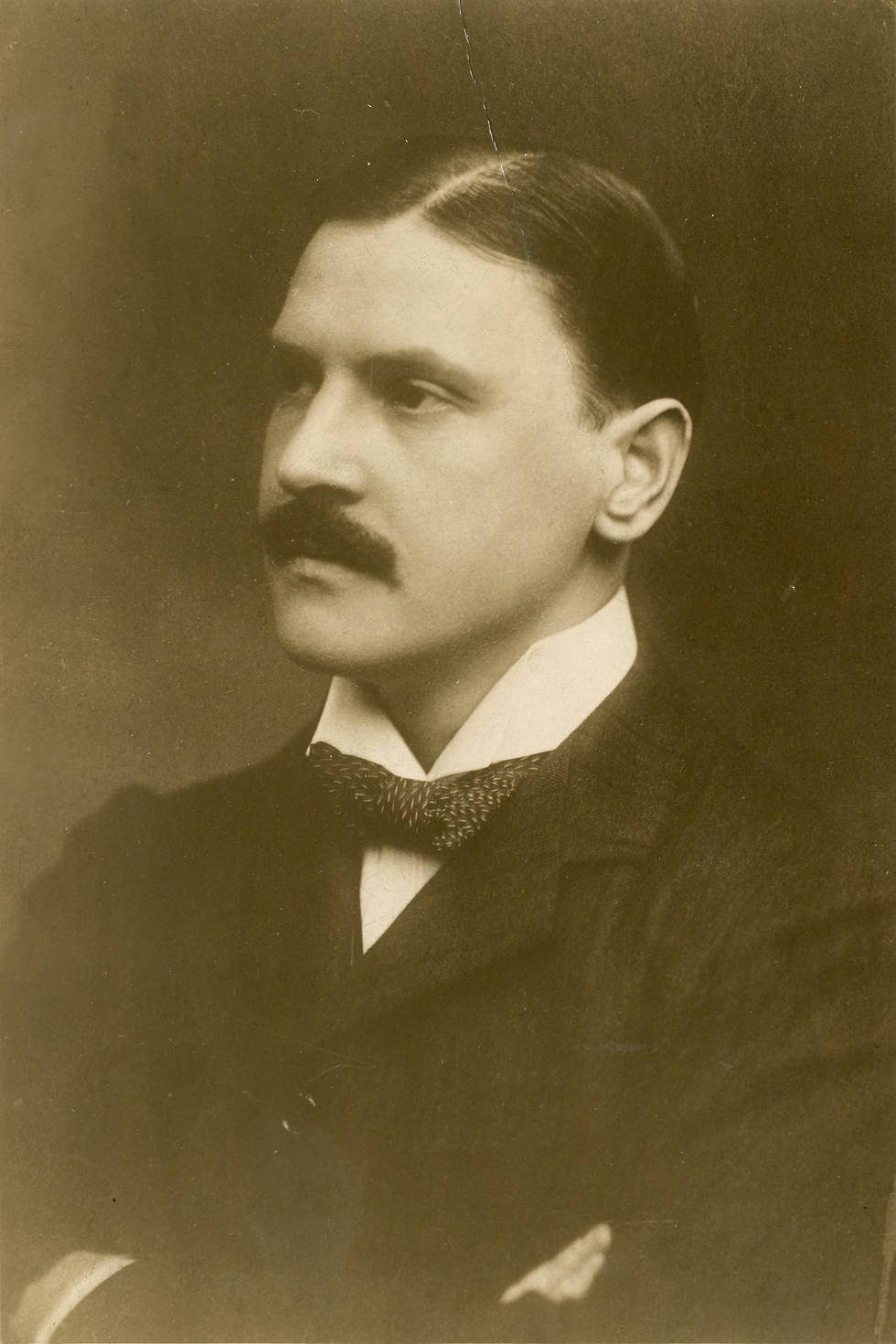
Maugham, 1911

Secondo alcuni critici, gli anni che Maugham trascorse studiando medicina furono infruttuosi dal punto di vista creativo, ma lui pensava il contrario. Viveva a Londra, una città piena di vita, incontrava persone di "bassa" estrazione sociale che non avrebbe mai potuto incontrare nell'ambito di altre professioni e per di più in momenti di ansia e tensione. In età più matura Maugham ricordava il valore letterario di ciò che aveva visto quando era studente: "Vedevo come le persone muoiono. Vedevo come sopportavano il dolore. Vedevo come sono la speranza, la paura e il sollievo...", vedeva che la sofferenza corrode i valori umani, che la malattia amareggia ed incattivisce le persone e questo non lo dimenticò mai. Qui finalmente c'era la "vita nuda e cruda" e la possibilità di osservare un'ampia gamma di emozioni umane.
Aveva una residenza privata, che aveva arredato personalmente. Riempiva quaderni di idee e di notte scriveva continuamente, mentre nel contempo studiava per completare i suoi studi di medicina. Nel 1897 presentò il suo secondo libro a un editore (il primo libro era una biografia di un compositore d'opera, Giacomo Meyerbeer, scritto ad Heidelberg quando Maugham aveva sedici anni.
Liza di Lambeth, racconto di un adulterio consumato nella classe operaia e delle sue conseguenze, traeva ispirazione dalle sue esperienze quando, da studente di medicina, operava come ostetrico a Lambeth, quartiere degradato di Londra. Il romanzo appartiene alla scuola degli scrittori realisti, gli "slum writers", come George Gissing e Arthur Morrison. Pur essendo un racconto franco e diretto, Maugham stesso sentiva il dovere di ammettere in apertura di romanzo: "...è impossibile restituire sempre le parole precise di Liza e degli altri personaggi della storia; il lettore pertanto è pregato di non considerare le necessarie imperfezioni del dialogo".
Liza di Lambeth diventò famoso tra i critici e i lettori e la prima edizione fu esaurita in poche settimane. Questo convinse Maugham, che aveva appena completato gli studi, ad abbandonare la medicina e abbracciare a tempo pieno la carriera letteraria, carriera che sarebbe durata per ben 65 anni. Della sua entrata nella professione letteraria in seguito Maugham disse: "La presi come un'anatra prende l'acqua".
La vita di scrittore gli permise, nei dieci anni seguenti, di viaggiare e vivere in posti come la Spagna e Capri, ma le dieci opere che produsse non ottennero mai il successo di Liza. La situazione cambiò radicalmente nel 1907 con il fenomenale successo della sua opera teatrale Lady Frederick; l'anno seguente quattro sue opere teatrali erano rappresentate contemporaneamente a Londra e la rivista Punch pubblicò una vignetta in cui Shakespeare si mordeva le unghie nervosamente mentre guardava i cartelloni teatrali dei suoi lavori.

#### Gli anni della fama: 1914–1939

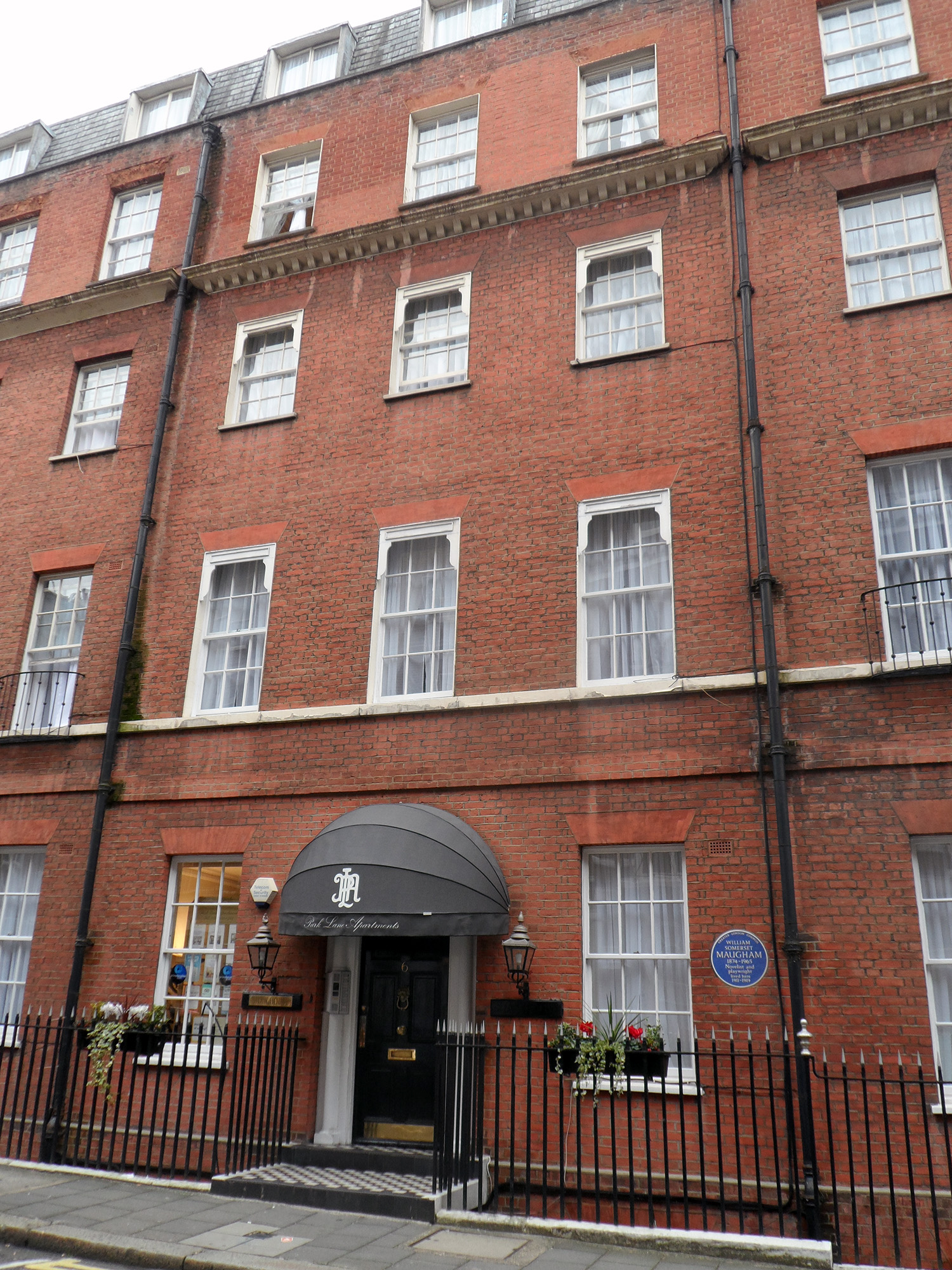
Residenza di Maugham a Londra dal 1911 al 1919

Nel 1914 Maugham, grazie all'uscita di ben dieci sue opere teatrali, era diventato famoso. Quando scoppiò la prima guerra mondiale era troppo vecchio per essere chiamato alle armi, ma operò in Francia nella Croce rossa Britannica come autista di ambulanza, in un gruppo di 23 scrittori famosi, tra cui Ernest Hemingway, John Dos Passos e E. E. Cummings. In questo periodo incontrò Frederick Gerald Haxton, un giovane statunitense di San Francisco, che fu suo compagno fino al 1944, anno della morte dello stesso. Haxton sarà Tony Paxton, il personaggio di un'opera teatrale di Maugham, Our Betters, del 1917. In tutto questo periodo Maugham continuò a scrivere. Si sa anche che durante la guerra Maugham lavorava per il British Intelligence in Europa: era stato reclutato da John Wallinger e faceva parte della rete di agenti britannici che operavano in Svizzera contro il Berlin Committee (il Comitato per l'indipendenza dell'India), in particolare contro Virendranath Chattopadhyay. In seguito Maugham fu reclutato da William Wiseman per agire in Russia.
Inizialmente Schiavo d'amore (1915) ricevette critiche negative sia in Inghilterra che negli Stati Uniti. Il New York World definì l'ossessione romantica del protagonista Philip Carey "la schiavitù sentimentale di un povero sciocco". L'influente critico e romanziere Theodore Dreiser però venne in soccorso del romanzo, parlandone come dell'opera di un genio e paragonandola a una sinfonia di Beethoven. Questa recensione diede al romanzo la spinta di cui aveva bisogno e da quel momento il romanzo non ha mai smesso di essere ristampato.
Il libro era palesemente autobiografico (la balbuzie di Maugham diventa il piede equino di Philip Carey, il vicario di Whitstable diventa il vicario di Blackstable e Philip Carey è un medico), anche se Maugham insisteva che si trattava più di invenzione che di realtà. Ciononostante, la stretta relazione tra fittizio e non-fittizio diventò il tratto caratteristico di Maugham. Nel 1938 scrisse: "Nelle mie opere realtà e finzione sono così intrecciati che, guardando indietro, riesco a malapena a distinguere l'una dall'altra".
Anche se Maugham ebbe legami sentimentali importanti soprattutto con uomini, ebbe anche delle relazioni con delle donne. Nello specifico, dalla sua relazione con Syrie Wellcome, figlia di Thomas John Barnardo e moglie del magnate farmaceutico anglo-statunitense Henry Wellcome, nacque una figlia, Liza (nata Mary Elizabeth Wellcome, 1915–1998). In seguito Henry Wellcome citò sua moglie in giudizio per ottenere il divorzio e citò anche Maugham come correo. Nel maggio del 1917, in seguito alla sentenza definitiva di divorzio, Syrie e Maugham si sposarono. Syrie diventò una decoratrice d'interni molto famosa negli anni venti.
Maugham tornò in Inghilterra per promuovere Schiavo d'amore ma, fatto questo, voleva riprendere la sua partecipazione allo sforzo bellico. Non potendo tornare al servizio di autista di ambulanza, gli amici di sua moglie lo presentarono a un alto ufficiale dei servizi segreti e nel settembre del 1915 cominciò a lavorare in Svizzera, usando come copertura la sua attività di scrittore per raccogliere e passare informazioni.
Nel 1916 fece un viaggio nelle isole del Pacifico allo scopo di raccogliere materiale per il romanzo La luna e sei soldi, ispirato alla vita di Paul Gauguin. Fu il primo dei suoi viaggi nelle colonie britanniche negli anni venti e trenta, viaggi che fecero di Maugham, agli occhi di tutti, il cronista degli ultimi giorni del colonialismo in India, nel Sud-Est asiatico, in Cina e nel Pacifico, anche se i libri che gli valsero tale reputazione rappresentano solo una parte della sua produzione. In questo viaggio e nei viaggi seguenti era sempre accompagnato da Haxton, che Maugham considerava indispensabile per il suo successo di scrittore. Maugham era terribilmente timido e l'estroverso Haxton raccoglieva il materiale umano che Maugham trasformava poi in letteratura.

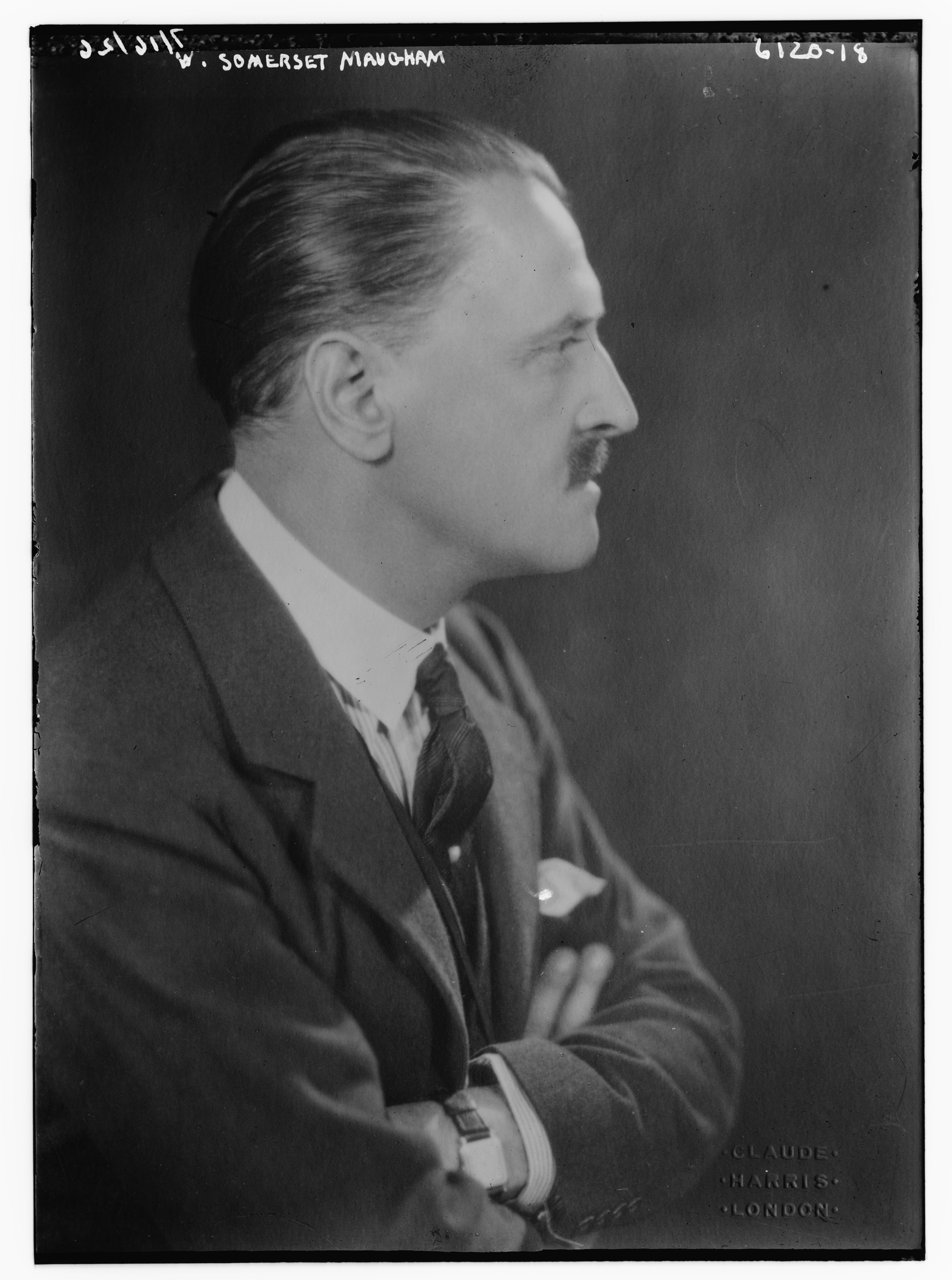
Maugham nel 1926

Nel giugno del 1917 Sir William Wiseman, capo del Secret Intelligence Service britannico (in seguito chiamato MI6), gli affidò una missione speciale in Russia per fornire sostegno al Governo Provvisorio e mantenere la Russia in guerra ostacolando la propaganda pacifista tedesca. Due mesi e mezzo dopo i bolscevichi presero il potere. Probabilmente la missione era assolutamente impossibile, ma in seguito Maugham dichiarò che se fosse andato sei mesi prima, sarebbe riuscito nell'impresa. Silenzioso e osservatore, Maugham aveva il temperamento adatto per lavorare come agente dei servizi segreti; riteneva di aver ereditato dal padre avvocato il dono del giudizio distaccato e la capacità di non essere tratto in inganno dalle apparenze.
Maugham non perdeva mai l'occasione di trasformare la vita vera in letteratura e usò le sue esperienze di agente segreto per creare una serie di racconti brevi il cui protagonista è un agente raffinato, sofisticato, solitario Ashenden, un libro che ispirò a Ian Fleming la serie di James Bond. Nel 1922 Maugham dedicò alla moglie Syrie On A Chinese Screen, un libro di 50 bozzetti brevissimi scritti durante i suoi viaggi in Cina e a Hong Kong negli anni venti, con l'intenzione di farne, in futuro, un libro.
Nel 1927 a Londra fu rappresentata per la prima volta la sua opera teatrale La lettera (The Letter), con l'attrice Gladys Cooper. Il dramma era tratto dal racconto omonimo pubblicato la prima volta nel 1926 nella raccolta The Casuarina Tree. In seguito fu adattato per il cinema e furono realizzati numerosi film.
Syrie e Maugham divorziarono nel 1927 – 28, dopo un matrimonio tempestoso complicato dai frequenti viaggi all'estero di Maugham e dalla sua relazione con Haxton.
Nel 1928 Maugham comprò Villa Mauresque, una tenuta di dodici acri a Cap Ferrat sulla Costa Azzurra, che sarebbe diventata la sua dimora per il resto della sua vita e uno dei grandi salotti letterari degli anni venti e trenta. La sua produzione letteraria continuava a essere prodigiosa e comprendeva opere teatrali, racconti brevi, romanzi, saggi e libri di viaggi. Nel 1940, quando la capitolazione della Francia lo costrinse a lasciare la Costa Azzurra e a diventare un ricco rifugiato, Maugham era già uno degli scrittori più famosi e ricchi del mondo anglofono.

#### Il grande vecchio della letteratura
Ormai sessantenne, durante la seconda guerra mondiale visse quasi sempre negli Stati Uniti, prima a Hollywood (dove lavorò su molte sceneggiature e diventò uno dei primi autori a guadagnare somme considerevoli con le trasposizioni cinematografiche) e poi nel Sud. Mentre era negli USA, il governo britannico gli chiese di pronunciare dei discorsi patriottici per indurre gli USA ad aiutare la Gran Bretagna, se non proprio a entrare in guerra come alleato. Gerald Haxton morì nel 1944 e Maugham tornò in Inghilterra, poi nel 1946 tornò nella sua villa in Francia, dove visse fino alla sua morte, tra un lungo viaggio e l'altro.

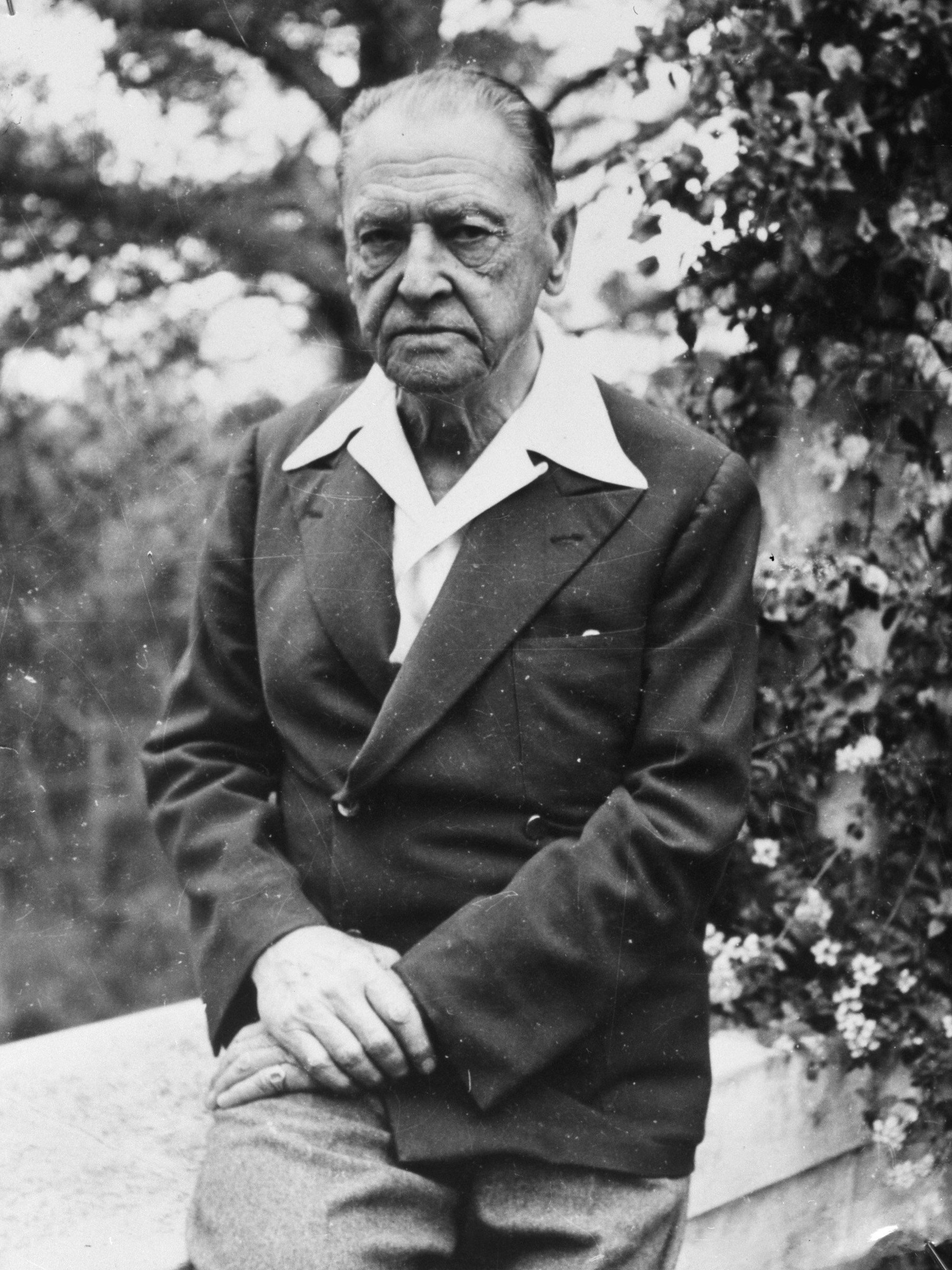
William Somerset Maugham, 1965

Il vuoto lasciato dalla morte di Haxton nel 1944 fu colmato da Alan Searle. Maugham lo aveva incontrato la prima volta nel 1928. Searle era un giovane di Bermondsey, quartiere periferico degradato di Londra, e aveva già vissuto con uomini più vecchi di lui. Si rivelò un compagno devoto, se non stimolante. Infatti uno degli amici di Maugham, descrivendo le differenze tra Haxton e Searle, disse semplicemente: "Gerald era un vino d'annata, Alan era un vino ordinario."
La vita sentimentale di Maugham non fu mai facile. Una volta Maugham confessò: "Ho sempre amato persone a cui interessava poco o niente di me e quando qualcuno mi ha amato, io ne ero imbarazzato... Per non ferire i loro sentimenti, spesso ho finto passioni che non provavo".
Nel 1962 vendette una collezione di quadri, alcuni dei quali erano stati assegnati legalmente a sua figlia Liza. Liza citò suo padre in giudizio, vinse la causa e ottenne 230.000 sterline. Maugham rispose diseredandola pubblicamente e dichiarando che Liza non era sua figlia biologica; poi adottò Searle come suo figlio ed erede e attaccò aspramente la defunta ex moglie, Syrie, nel suo volume di memorie del 1962, Looking Back, con il quale Liza scopriva di essere nata prima del matrimonio dei suoi genitori. A causa di questo libro Maugham perse molti amici e si espose al pubblico ludibrio. Liza e suo marito Lord Glendevon impugnarono il nuovo testamento di Maugham e i tribunali francesi lo annullarono. Ciononostante, nel 1965 Searle ereditò 50.000 sterline, tutto quello che era nella Villa Mauresque e i manoscritti e i diritti d'autore di Maugham per trent'anni. In seguito i diritti d'autore passarono al Royal Literary Fund.
Maugham morì di tubercolosi nella sua villa di Saint-Jean-Cap-Ferrat (Villa Mauresque). Le sue ceneri furono sparse nei pressi della Maugham Library, alla King's School di Canterbury. Liza, Lady Glendevon, morì all'età di 83 anni nel 1998, lasciando quattro nipoti di Somerset Maugham (un figlio e una figlia nati dal primo matrimonio di Liza con Vincent Paravicini, e altri due figli avuti da Lord Glendevon).

### Fortuna
Il successo commerciale ottenuto con i libri venduti, le produzioni teatrali e le trasposizioni cinematografiche delle sue opere, insieme agli oculati investimenti in borsa, permettevano a Maugham di condurre una vita agiata. Anche quando era un bambino piccolo e debole, Maugham era orgoglioso delle sue capacità e da adulto era orgoglioso di sfornare un libro dietro l'altro. Ma, nonostante i suoi trionfi, non ebbe mai il massimo rispetto dai critici o dai suoi pari. Maugham attribuiva questo fatto alla sua mancanza di "qualità lirica", al suo vocabolario poco ampio e all'uso imperfetto della metafora nelle sue opere.
Maugham scriveva in un'epoca in cui la letteratura sperimentale modernista come quella di Thomas Mann, suo coetaneo, o di scrittori più giovani quali James Joyce, Virginia Woolf e William Faulkner, stava diventando sempre più popolare tra i lettori e i critici. In questo contesto, lo stile semplice della sua prosa era criticato come "talmente intessuto di cliché che il lettore si stupisce per l'abilità dello scrittore di metterne insieme così tanti e per la sua incapacità di scrivere in modo originale".
Ai suoi tempi Maugham non poteva dichiararsi apertamente gay o forse, come tanti, non accettava il suo orientamento sessuale, vivendo in un'epoca in cui l'omosessualità era considerata indifendibile, se non addirittura illegale. Cercando di nasconderlo scriveva con disprezzo dell'artista gay. In Don Fernando, un libro autobiografico sugli anni che trascorse in Spagna, Maugham prese in considerazione, forse solo per divertimento, la possibilità che il pittore El Greco fosse omosessuale e così ne scrisse "Non si può negare che l'omosessuale ha una visione del mondo più ristretta rispetto all'uomo normale. Per certi aspetti, le risposte naturali della specie sono a lui negate. Egli non può mai sperimentare alcune emozioni umane profonde e tipiche. Per quanto acutamente egli osservi la vita, non può vederla nel suo complesso... Non posso non chiedermi se quella fantasia torturata e quella stranezza sinistra che vedo nell'opera di El Greco sia dovuta a una tale anormalità sessuale".
Eppure le inclinazioni di Maugham finirono col riflettersi nelle sue opere in due modi. Poiché tendeva a vedere le belle donne quasi come delle 'rivali', Maugham spesso attribuì bisogni e appetiti sessuali ai personaggi femminili dei suoi libri, fatto abbastanza insolito per gli autori della sua epoca. Liza of Lambeth, Lo scheletro nell'armadio e Il filo del rasoio presentano donne determinate a soddisfare i loro desideri senza badare alle conseguenze. Inoltre il fatto che i gusti privati di Maugham fossero molto disapprovati od addirittura considerati criminali, in quasi tutti i Paesi in cui viaggiava, lo resero insolitamente tollerante dei vizi altrui, come esplicitò nel personaggio del dottor Saunders, protagonista e suo alter ego di The narrow corner (opera pubblicata in Italia col titolo L'angusta dimora da Jandi Sapi Editori per Le Najadi - 1ª ed. 1944- e,poi, per gli Adelphi col titolo Acque morte-) che osserva impassibile le malefatte dei suoi compagni di avventura. Lettori e critici spesso si lamentavano che non condannasse abbastanza esplicitamente i personaggi negativi dei suoi romanzi. Maugham rispose nel 1938: "Deve essere un mio difetto, io non sono gravemente scioccato dai peccati degli altri se non quando mi riguardano direttamente".
Pubblicamente Maugham giudicava le sue doti con modestia e verso la fine della sua carriera parlò di sé come di "uno dei primi nella fila dei secondi". Nel 1954 fu insignito del titolo di Companion of Honour.
Maugham aveva cominciato a collezionare quadri a soggetto teatrale già prima della Prima guerra mondiale e continuò fino al punto che la sua collezione era seconda solo a quella del Garrick Club. Nel 1948 annunciò che avrebbe donato questa collezione agli amministratori del National Theatre e dal 1951, circa 14 anni prima della sua morte, i suoi quadri cominciarono a essere esposti al pubblico. Nel 1994 furono concessi in prestito al Theatre Museum di Covent Garden.

### Opere importanti
Per molti il capolavoro di Maugham è Schiavo d'amore. Si tratta di un romanzo semi-autobiografico il cui protagonista, Philip Carey, come Maugham, era rimasto orfano ed era stato allevato dallo zio, un religioso. Philip era affetto da piede equino, una malformazione che per lui era motivo di continuo imbarazzo e rispecchiava la difficoltà con cui Maugham viveva la sua balbuzie. Il primo film che ne fu tratto nel 1934 ebbe per protagonista maschile Leslie Howard e lanciò definitivamente la protagonista femminile, una giovane Bette Davis perfetta nei panni della perfida cameriera Mildred Rogers. Anche i romanzi successivi erano basati su personaggi reali: La luna e sei soldi era ispirato alla vita di Paul Gauguin, mentre Lo scheletro nell'armadio contiene allusioni molto chiare alla vita degli scrittori Thomas Hardy e Hugh Walpole. Anche l'ultimo grande romanzo di Maugham, Il filo del rasoio, pubblicato nel 1944, era autobiografico in molti sensi. Mentre molti suoi romanzi sono ambientati in Europa, i personaggi di questo romanzo sono statunitensi, e non britannici. Il protagonista è un disilluso veterano della prima guerra mondiale che abbandona i suoi ricchi amici e il loro stile di vita per viaggiare in India in cerca dell'illuminazione. I temi del romanzo, il misticismo orientale e il senso di stanchezza per la guerra, toccavano da vicino i lettori (il romanzo fu pubblicato verso la fine della seconda guerra mondiale) e nel 1946 ne fu realizzata una trasposizione cinematografica con Tyrone Power e Gene Tierney.
I racconti brevi più famosi sono quelli che parlano della vita degli occidentali, soprattutto britannici, nelle colonie britanniche in Estremo Oriente e hanno come tratto tipico il tema del forte impatto emotivo che l'isolamento ha sui colonizzatori. I racconti più notevoli di questo genere sono Pioggia, Footprints In The Jungle e The Outstation. Pioggia, in particolare, presenta la disintegrazione morale di un missionario che cerca di convertire una prostituta, Sadie Thompson, su un'isola del Pacifico. Il racconto è stato seguito da varie trasposizioni cinematografiche con protagoniste le più note dive dell'epoca: Gloria Swanson nel primo film del 1928, Joan Crawford nel 1932 e Rita Hayworth nel 1953. Maugham diceva che molte sue storie erano storie che sentiva raccontare durante i suoi viaggi negli avamposti dell'Impero Britannico. Maugham lasciò dietro di sé una lunga scia di ex-ospiti infuriati. Uno scrittore contemporaneo, anti-maughamiano, ripercorse i suoi passi e scrisse un resoconto dei suoi viaggi intitolandolo Gin and Bitters. Maugham, con la sua prosa asciutta, esplora tensioni e passioni umane senza risultare melodrammatico. Il suo romanzo Il mago (1908) è ispirato all'occultista britannico Aleister Crowley.
Maugham fu uno dei più importanti scrittori di viaggi degli anni a cavallo tra le due guerre e può essere paragonato a contemporanei come Evelyn Waugh e Freya Stark. Le sue opere migliori in questo senso sono The Gentleman In The Parlour, che parla di un viaggio in Birmania, Siam, Cambogia e Vietnam, e On A Chinese Screen, una serie di brevi bozzetti, quasi degli appunti per racconti brevi che poi non sono stati scritti.
Influenzato dai diari pubblicati dallo scrittore francese Jules Renard, che Maugham aveva letto con piacere per la consapevolezza, la saggezza e lo spirito che li caratterizzava, nel 1949 Maugham pubblicò una selezione dei suoi diari con il titolo A writer's notebook. Anche se questi estratti sono, per loro natura, episodici e di varia qualità, essi coprono più di 50 anni della vita dello scrittore e contengono molto materiale che gli studiosi e gli ammiratori di Maugham trovano di grande interesse.
(W. S. Maugham)

## Influenza
Nel 1947 Maugham istituì il Somerset Maugham Award, assegnato al migliore scrittore britannico (o ai migliori scrittori britannici), di età inferiore a 35 anni, autori di un romanzo nell'anno precedente. Vincitori importanti sono stati, tra gli altri, V. S. Naipaul, Kingsley Amis, Martin Amis e Thom Gunn. Alla sua morte Maugham donò i suoi diritti d'autore al Royal Literary Fund.
Uno degli scrittori che hanno riconosciuto l'influenza di Maugham sulla loro scrittura è Anthony Burgess, che si è ispirato a Maugham per delineare il carattere dell'io narrante del romanzo Gli strumenti delle tenebre. Anche George Orwell dichiarò che Maugham era lo scrittore moderno che lo aveva influenzato maggiormente. Lo scrittore statunitense Paul Theroux, nella sua serie di racconti brevi The Consul's File, presentò una versione aggiornata del mondo coloniale di Maugham ritraendo un avamposto di espatriati nella moderna Malesia. Nel romanzo di J. D. Salinger, Il giovane Holden (1951), il protagonista Holden Caulfield dice di aver letto Schiavo d'amore e che il romanzo gli era piaciuto, ma non avrebbe fatto una telefonata a Maugham.

## Ritratti di Maugham
Esistono molti ritratti di Somerset Maugham, tra i quali quello di Graham Sutherland alla Tate Gallery, e vari ritratti realizzati da Sir Gerald Kelly. Il ritratto dipinto da Sutherland fu incluso tra i 101 ritratti-capolavori del periodo 1900-2000 della National Portrait Gallery (Londra).

## Trasposizioni cinematografiche
- The Explorer di George Melford (1915), tratto da The Explorer (1908), è la prima trasposizione cinematografica di un romanzo di Maugham.
- The Divorcee, regia di Herbert Blaché (1919) - dal lavoro teatrale Lady Frederick (1907)
- Jack Straw, regia di William C. deMille (1920) - dall'omonima commedia del 1907
- Il mago (1926). Tratto dal romanzo omonimo del 1908.
- Tristana e la maschera (Sadie Thompson) (1928), film muto con Gloria Swanson e Lionel Barrymore. Tratto dal racconto breve "Miss Thompson", in seguito ripubblicato con il titolo "Pioggia".
- The Letter (1929), con Jeanne Eagels, O. P. Heggie, Reginald Owen e Herbert Marshall. Tratto dal racconto omonimo.
- Charming Sinners di Robert Milton (1929). Tratto dalla commedia teatrale Costanza (The Constant Wife) del 1926[23].
- Pioggia (1932), il primo film sonoro tratto dal racconto omonimo, con Joan Crawford e Walter Huston.
- Our Betters di George Cukor (1933)
- Tha Narrow Corner di Alfred E. Green (1933), tratto dal romanzo omonimo del 1932, con Douglas Fairbanks Jr.
- Schiavo d'amore (1934), con Leslie Howard e Bette Davis. Tratto dal libro omonimo.
- Il velo dipinto (The Painted Veil) (1934), con Greta Garbo e Herbert Marshall. La regia è di Richard Boleslawski.Tratto dal romanzo omonimo.
- Amore e mistero (Secret Agent) (1936), con John Gielgud, Peter Lorre, Madeleine Carroll e Robert Young, diretto da Alfred Hitchcock. Tratto da Ashenden o l'agente inglese.
- Il vagabondo dell'isola (Vessel of Wrath) (1938), con Charles Laughton. Tratto dal racconto breve omonimo.
- Ombre malesi (1940), con Bette Davis, Herbert Marshall, James Stephenson, Frieda Inescort e Gale Sondergaard. Tratto dall'opera teatrale La lettera.
- La luna e sei soldi (1942), con George Sanders. Tratto dal racconto omonimo.
- Vacanze a Natale (1944), con Deanna Durbin e Gene Kelly, tratto dal racconto breve Vacanze di Natale.
- Dirty Gertie from Harlem U.S.A. (1946). Versione cinematografica, non autorizzata, di "Miss Thompson", con un cast di soli attori afro-americani, diretto da Spencer Williams Jr..
- Il filo del rasoio (1946), con Tyrone Power e Gene Tierney. Tratto dal libro omonimo.
- Schiavo d'amore (1946).
- Passioni (1948). Maugham in persona compare nell'introduzione. Tratto da alcuni suoi racconti brevi.
- Trio (1950). Maugham in persona compare nell'introduzione. Un'altra collezione tratta dai racconti brevi.
- Gigolò e Gigolette (1951) Maugham in persona compare nell'introduzione. Una terza collezione di racconti brevi di Maugham.
- Pioggia (1953), una versione semi-musical, con Rita Hayworth e José Ferrer.
- Il grande flagello (The Beachcomber) (1954). Tratto dal racconto breve Il vagabondo dell'isola; da non confondere con il film del 1938.
- Il settimo peccato (1957), con Eleanor Parker. Tratto dal romanzo Il velo dipinto.
- Giulia tu sei meravigliosa (1962), con Lilli Palmer e Charles Boyer. Tratto dal romanzo Theatre.
- Schiavo d'amore (1964), con Laurence Harvey e Kim Novak.
- The Letter (1969), con Eileen Atkins. Tratto dall'opera teatrale omonima. Film per la televisione.
- The Theatre (1978), con Vija Artmane. Tratto dall'opera teatrale omonima.
- The Letter (1982), con Lee Remick, Jack Thompson e Ronald Pickup. Tratto dall'opera teatrale omonima. Film per la televisione.
- Il filo del rasoio (1984), con Bill Murray. Tratto dal romanzo omonimo.
- Mutamenti del destino (1987), diretto da Kira Muratova, tratto dal racconto La lettera
- Una notte per decidere (2000), con Kristin Scott Thomas e Sean Penn, diretto da Philip Haas. Tratto dal racconto breve Up at the villa.
- La diva Julia - Being Julia (2004), con Annette Bening. Tratto dal romanzo omonimo.
- Il velo dipinto (2006), con Naomi Watts e Edward Norton. Tratto dal romanzo omonimo.